# Rue Joseph Lombaert
La rue Joseph Lombaert fut une rue bruxelloise de la commune d'Auderghem qui relia l'avenue Charles d'Orjo de Marchovelette à la rue Jules Cockx.
Elle existe encore aujourd'hui comme trémie, voie d'accès en de contournement du parking Delta.

## Historique et description
Le nom de la rue vient du soldat Joseph Lombaert, né à Etterbeek le 16 janvier 1891, tué le 6 août 1914 à Ougrée lors de la première guerre mondiale. Il était domicilié en la commune d'Auderghem. 
Créée en 1922, la rue Joseph Lombaert comptait une quarantaine de maisons avant son expropriation. 
La rue fut radiée des cartes en 1974 lors de la construction du complexe Delta de la STIB. Lors de l'achèvement de la ligne de métro 1A et de l'autoroute E411, il fut décidé (symboliquement) le 5 mai 1986 de dénommer rue Joseph Lombaert, la trémie d'accès vers le parking de dissuasion Delta, entre son début souterrain et l'entrée du parking. Mais aucune plaque de rue ne fut apposée.

## Situation et accès
| ___ | Ce site est desservi par les stations de métro : Delta et Beaulieu. |